# Telespiza cantans
Il fringuello di Laysan (Telespiza cantans Wilson, 1890) è un uccello passeriforme della famiglia Fringillidae.

## Descrizione

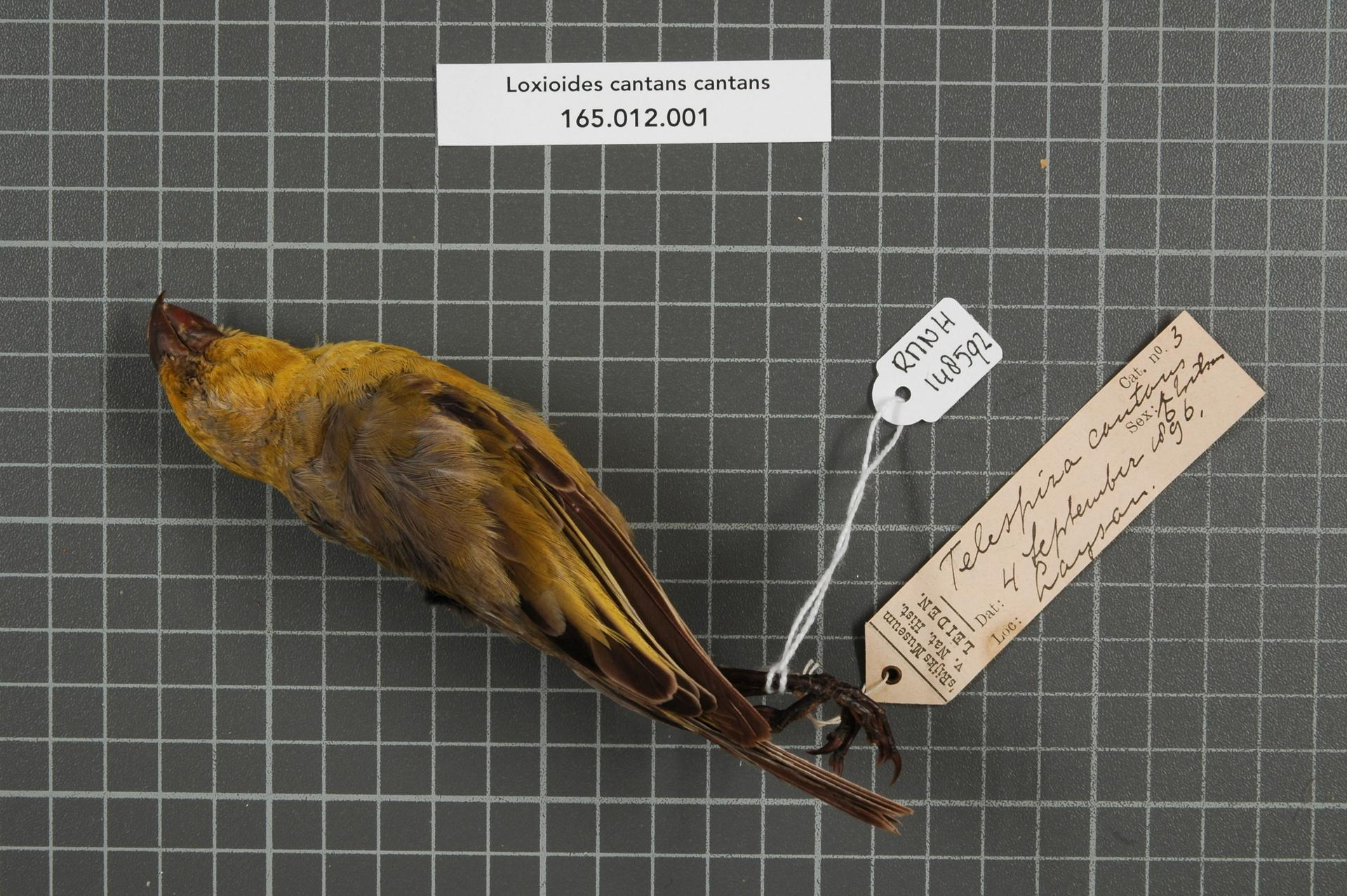
Maschio impagliato.

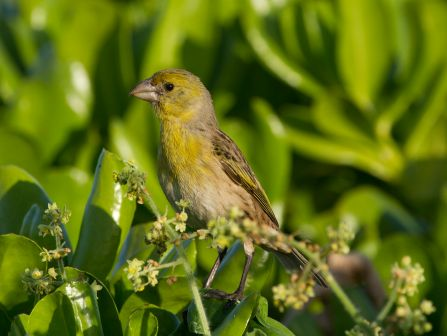
Maschio in natura.
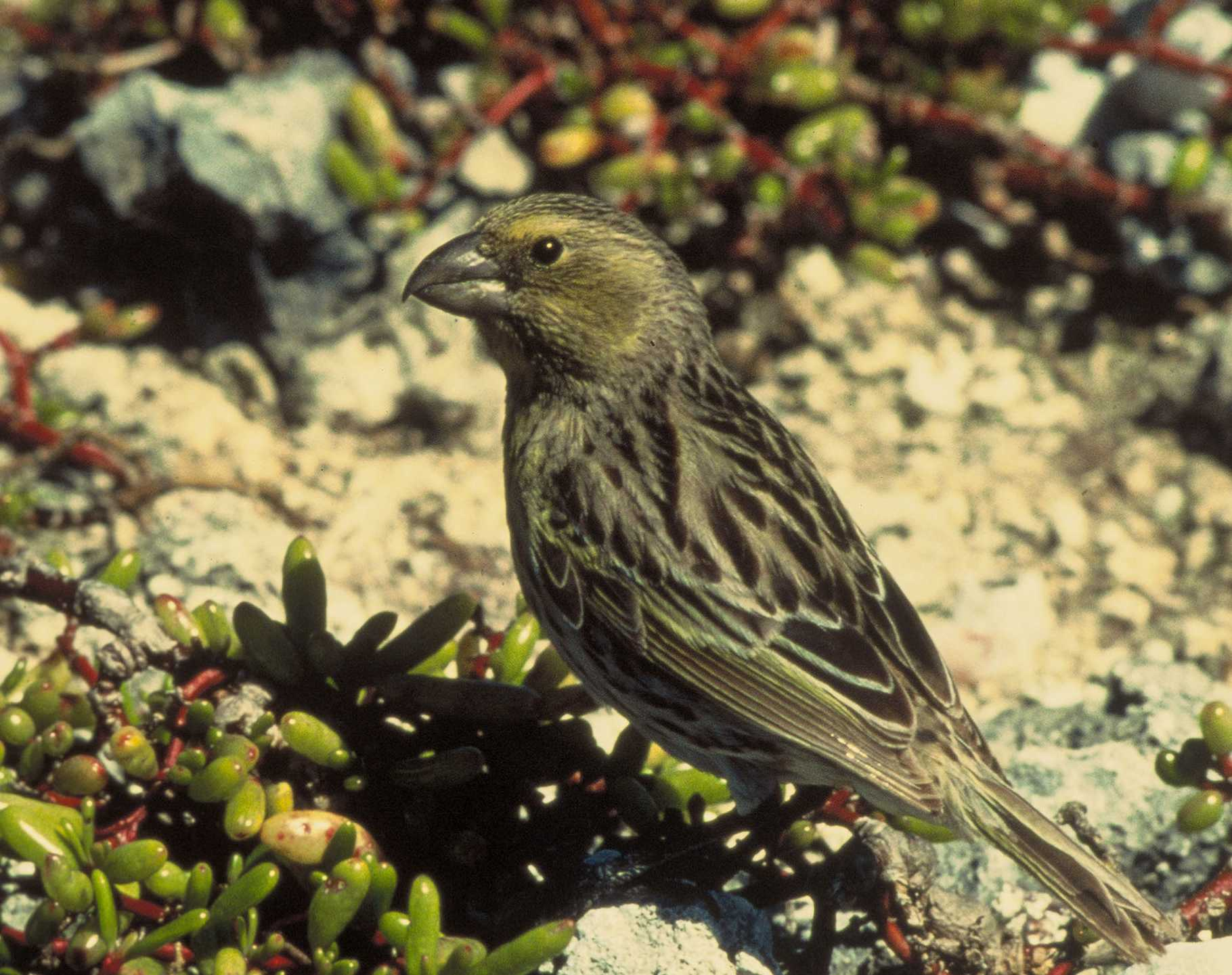
Femmina in natura.

### Dimensioni
Misura 19 cm di lunghezza, per 32-35 g di peso.

### Aspetto
Questi uccelli si presentano piuttosto simili al ciuffolotto delle pinete o all'affine palila, con aspetto paffuto e robusto, testa arrotondata, becco tozzo e grosso, adunco superiormente e dalle punte leggermente incrociate, zampe forti e robuste.

La livrea presenta dimorfismo sessuale: i maschi, infatti, presentano piumaggio giallino su testa, petto, ventre e fianchi, mentre dorso, groppa, ali e coda sono di colore verde oliva, il sottocoda è bianco e fra dorso e nuca è presente una caratteristica mezzaluna grigia. Le femmine, invece, presentano minore estensione della colorazione gialla a favore di un bruno-oliva, ed in generale livrea più opaca. In ambo i sessi il becco è di color avorio con punta più scura, le zampe sono di color carnicino e gli occhi sono bruno scuro.

## Biologia

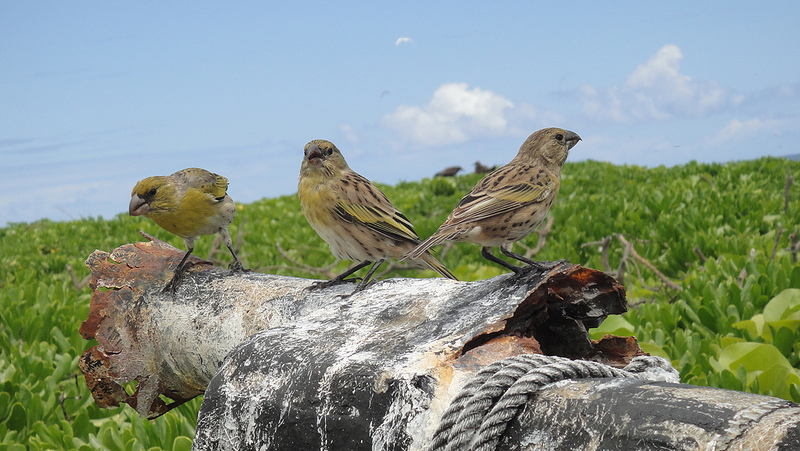
Tre esemplari su un posatoio in natura.

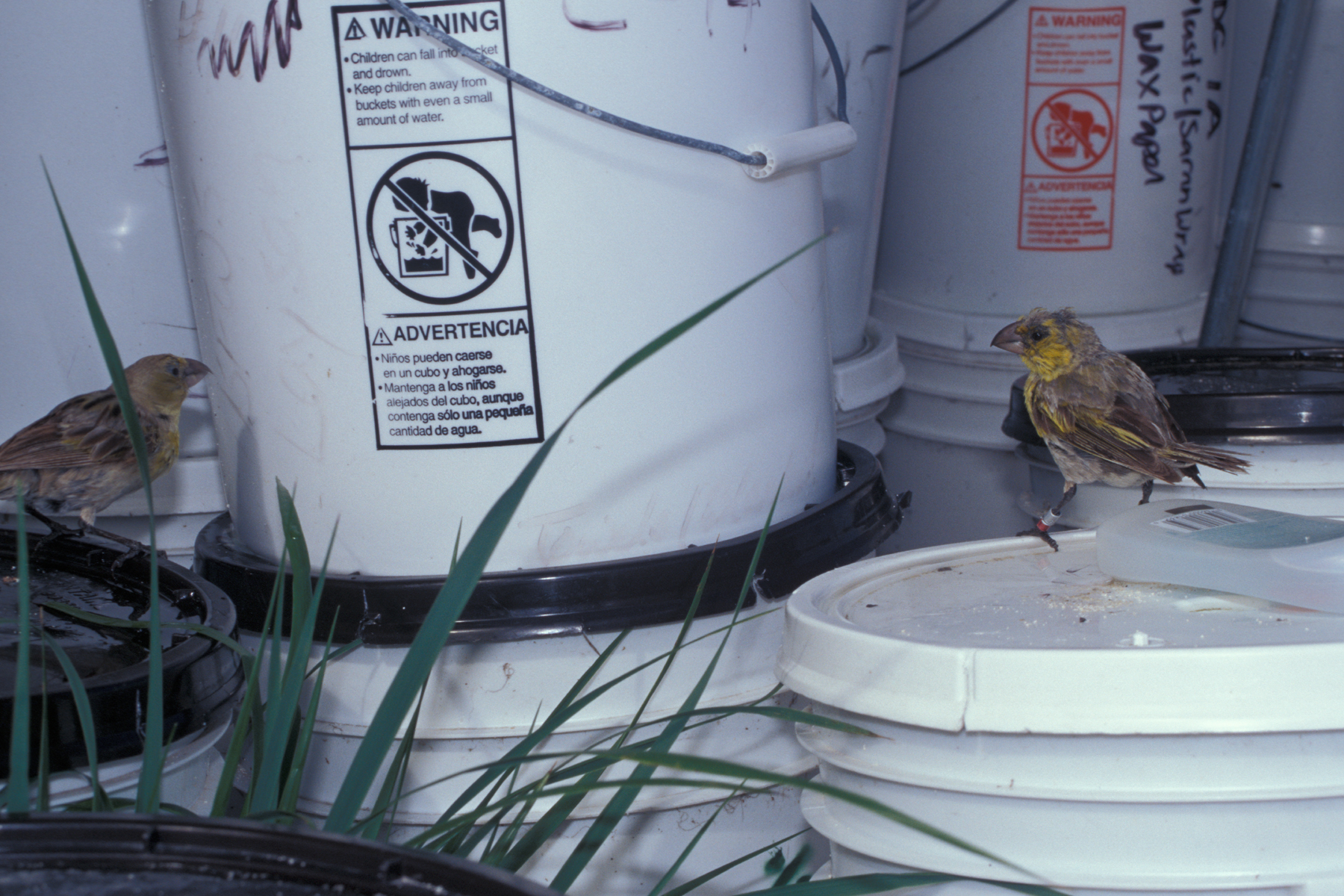
Coppia su una pila di secchi; maschio a dx.

Si tratta di uccelli dalle abitudini diurne, che si muovono in coppie o in gruppetti svolazzando fra i cespugli e le erbe alla quasi costante ricerca di cibo, tenendosi in contatto fra loro con trilli modulati. I fringuelli di Laysan non sono per niente timidi, ed anzi tendono ad approcciare alle novità con grande curiosità, avvicinandosi all'uomo o alle costruzioni per osservarli.

### Alimentazione

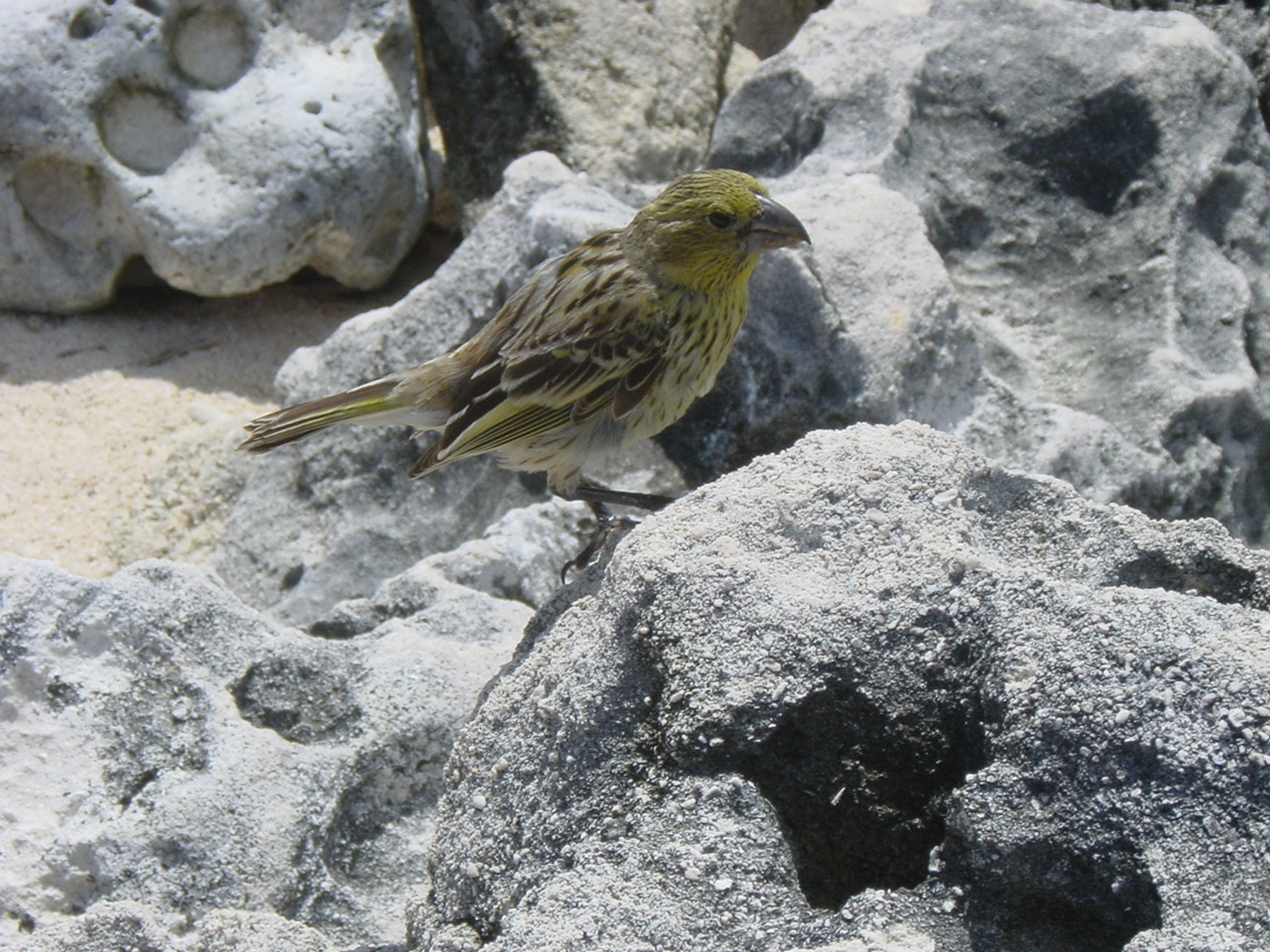
Esemplare in cerca di cibo al suolo.

La dieta dei fringuelli di Laysan è onnivora ed altamente opportunistica: pur privilegiando la componente vegetale della dieta, con semi maturi e non, fiori, foglie bacche, steli, germogli e radici che rientrano abitualmente nel suo menu, questo uccello si nutre senza problemi anche di insetti ed altri piccoli invertebrati, nonché di altri alimenti di origine animale qualora gliene si presenti l'occasione, come uova di uccelli (principalmente di sterna bianca e dell'endemica anatra di Laysan, mentre le spesse uova di albatros e sula vengono depredate solo se già rotte per altre cause) e di carne ricavata da carogne. Il suo essere un onnivoro generalista ha fatto sì che questo uccellino sia riuscito a sopravvivere al disastro ecologico avvenuto a Laysan all'inizio del XX secolo ad opera dei conigli introdotti.

### Riproduzione

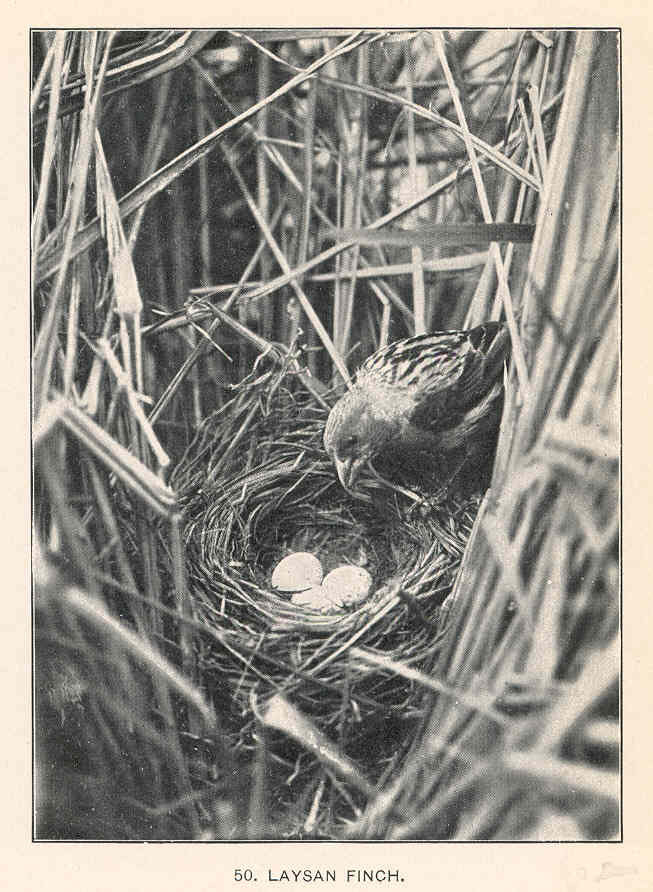
Un nido.

Si tratta di uccelli monogami, che formano coppie stabili a partire da gennaio. Il nido, a forma di coppa, viene costruito da ambedue i partner a partire dal mese di marzo: quest'ultimo si compone di fibre vegetali intrecciate, e viene edificato quasi esclusivamente nei cespugli Eragrostis variabilis nell'areale originario della specie, mentre nei luoghi dove essa è stata introdotta, mancando E. variabilis, il nido viene costruito senza problemi anche su altre piante o addirittura fra i detriti portati a riva e nell'entroterra dalle mareggiate.
All'interno del nido, la femmina depone solitamente 3 uova (quasi sempre la deposizione aviene in maggio), che essa si incarica da sola di covare, mentre il maschio staziona nei pressi del nido e si occupa di reperire il cibo per entrambi: l'incubazione dura circa 16 giorni, al termine dei quali schiudono pulli ciechi ed implumi, accuditi da ambedue i genitori. I nidiacei sono pronti per l'involo attorno alla terza settimana di vita, ma spesso rimangono presso il nido per ulteriori tre settimane prima diallontanarsene in maniera definitiva.

## Distribuzione e habitat

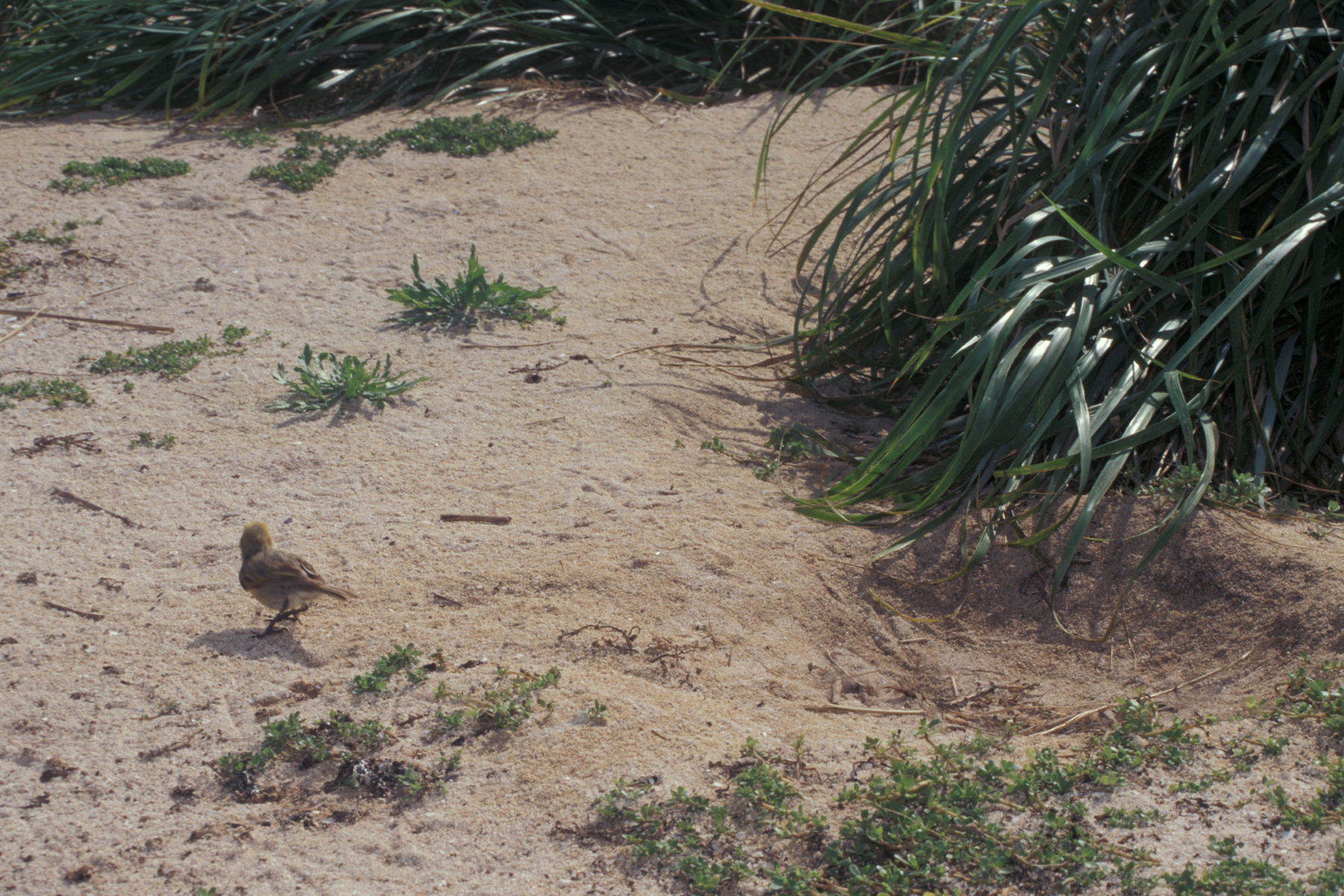
Esemplare al suolo a Laysan.

Come intuibile dal nome comune, il fringuello di Laysan abita l'isola di Laysan, nel nord-est dell'arcipelago hawaiiano: la specie non è tuttavia più endemica dell'isola dal 1967, quando una piccola popolazione venne introdotta sull'atollo di Pearl e Hermes, dove a tutt'oggi sopravvive.
L'habitat di questi uccelli è rappresentato dalle aree cespugliose nei pressi del litorale e dalle spiagge con presenza di rada copertura vegetale (in prevalenza naupaka).

## Conservazione

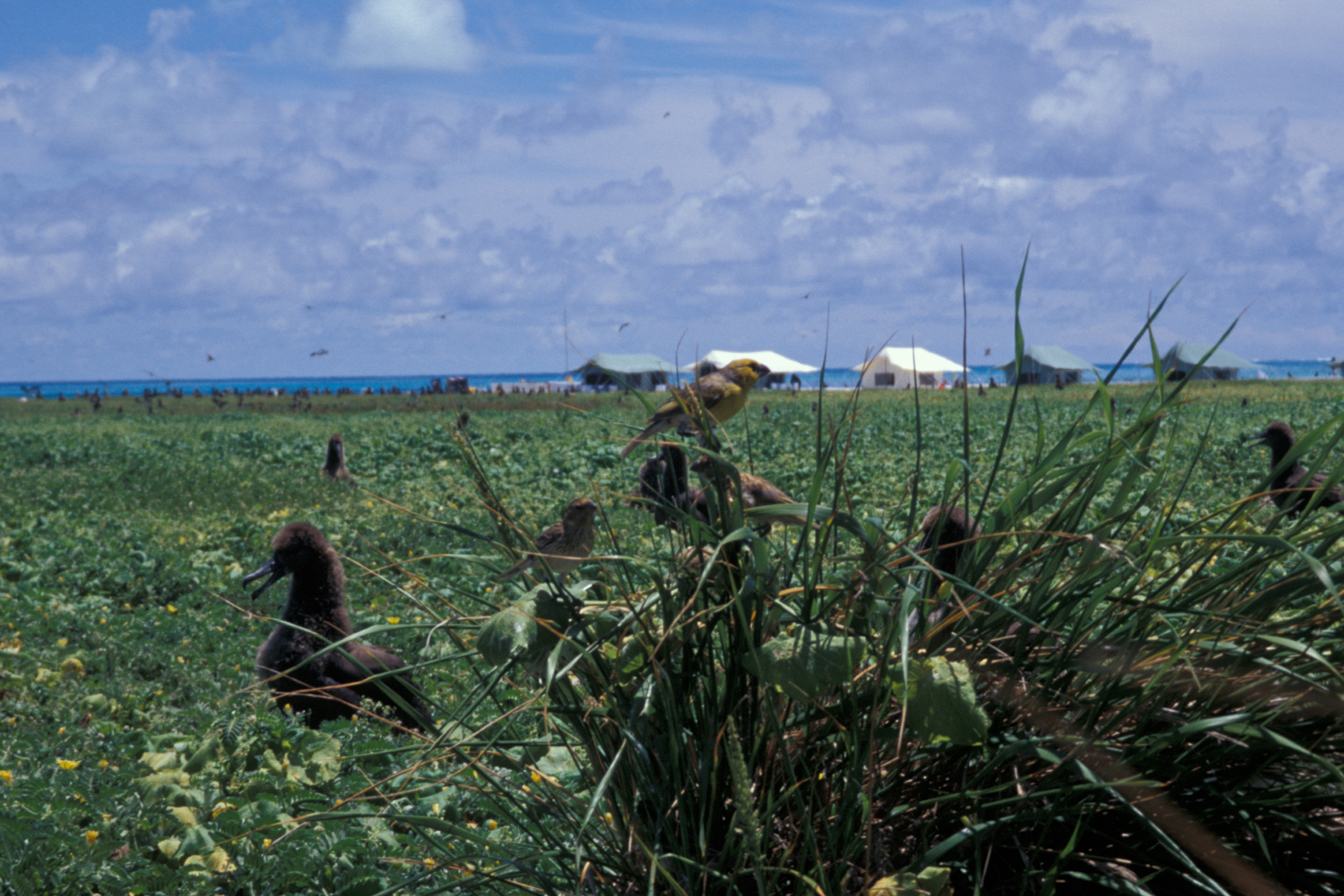
Coppia su Eragrostis variabilis sull'atollo di Pearl e Hermes, dove la specie è stata introdotta.

In base ai resti subfossili, sembrerebbe che la popolazione attuale di fringuelli di Laysan in realtà altro non sia che una popolazione relitta, con l'areale di questi uccelli che si estendeva anche nelle isole vicine, giungendo fino a Oahu.
Questo uccello ha dimostrato grandi doti di adattabilità, sopravvivendo ad esempio ai devastanti effetti dell'introduzione nell'isola di Laysan del coniglio domestico nel 1903, che ne causò in pochi anni la completa desertificazione (con la sopravvivenza delle sole piante di tabacco) e la conseguente morte per fame di tutti i conigli nel 1923: dopo l'autoeradicazione dei conigli, che si stima abbia comportato la sparizione del 90% degli uccelli da Laysan, i successivi censimenti diedero risultati sempre più incoraggianti negli anni, avendo contato circa 1000 capi nel 1928, circa 5000 nel 1951 e un numero compreso fra i 5000 e i 20000 (stima di 11044) nel periodo 1968-1990.

È presente inoltre una popolazione introdotta di fringuelli di Laysan sull'atollo di Pearl e Hermes: rilasciati sull'isola nel 1967, questi uccelli, attualmente una cinquantina, arrivarono a contare 772 esemplari nel 1986: il boom degli anni '80 si verificò grazie all'arrivo sull'atollo dell'erba infestante Verbesina encelioides, la quale, pur fornendo cibo e riparo in abbondanza ai fringuelli, impediva invece l'atterraggio e la nidificazione degli uccelli marini, che ritornando ai nidi restavano impigliati nelle piante, sicché ne venne decisa l'eradicazione. Una seconda popolazione di questi uccelli, introdotta sull'atollo di Midway nel 1891, si è invece estinta a causa dell'arrivo sull'isola dei ratti durante la Seconda Guerra Mondiale.
Il fringuello di Laysan è considerato vulnerabile dalla IUCN, a causa del suo ristretto areale e dell'estrema vulnerabilità agli agenti atmosferici: se infatti questi uccelli hanno dimostrato a più riprese un'ottima resistenza e capacità di ripresa dai cambiamenti ecologici, le forze primarie che regolano la popolazione di questa specie sono tempeste e siccità, che possono avere effetti drammatici sulla riuscita della nidificazione. Il riscaldamento globale è un ulteriore motivo di preoccupazione, dal momento che l'altezza massima su Laysan misura soli 12 metri sul livello del mare e che, così come sono previsti aumenti del livello del mare di 0,5-2,0 m entro il 2100, la frequenza e la gravità degli uragani e siccità sono tenuti a aumentare di conseguenza.